# Thomas Sattelberger

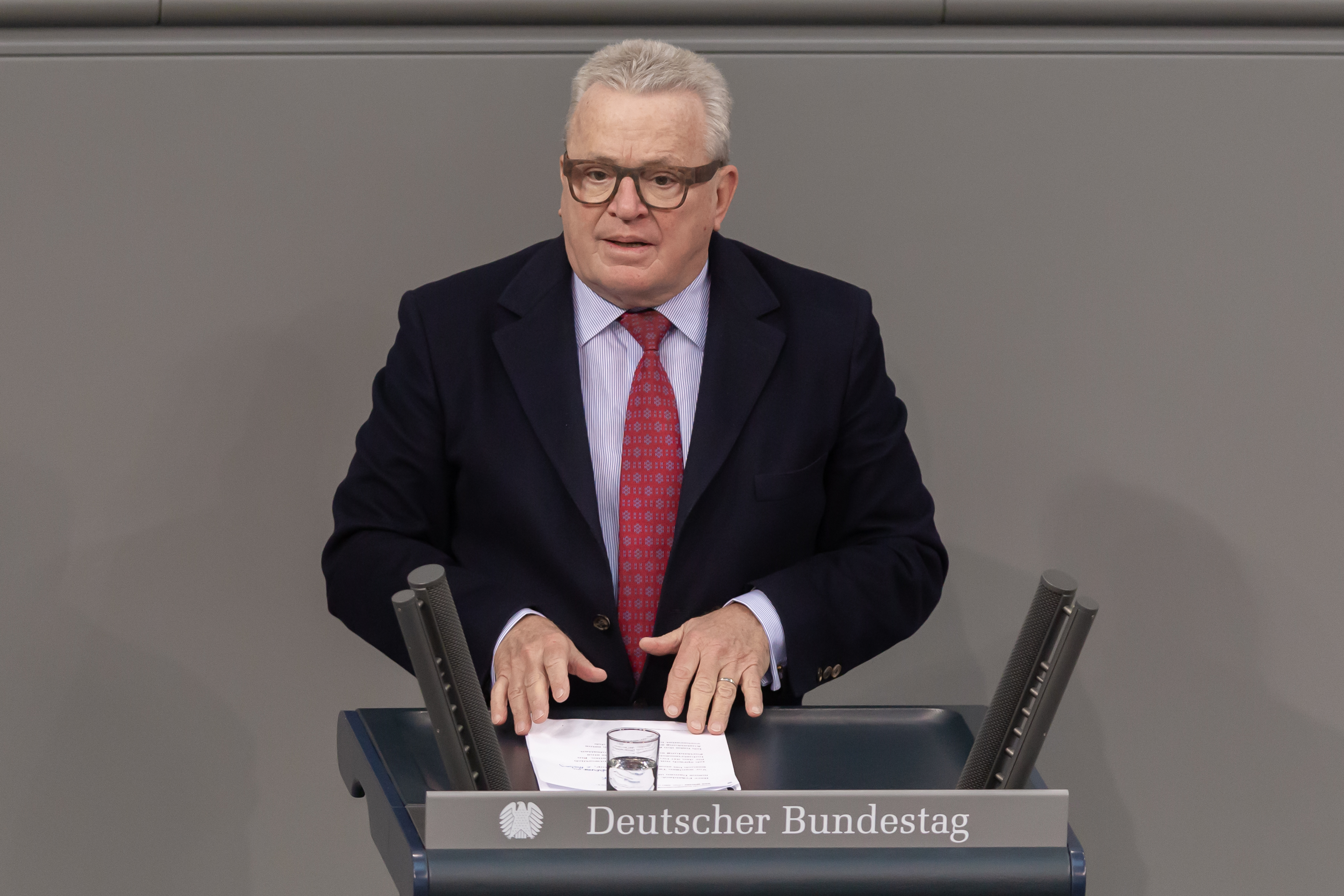
Thomas Sattelberger (2020)

Thomas Michael Sattelberger (* 5. Juni 1949 in Munderkingen) ist ein deutscher Manager und Politiker (FDP). Von 2007 bis 2012 war er im Vorstand der Deutschen Telekom tätig. Er war von 2017 bis 2022 Mitglied des Deutschen Bundestages und von Dezember 2021 bis Juni 2022 Parlamentarischer Staatssekretär bei der Bundesministerin für Bildung und Forschung.

## Herkunft und Ausbildung
Sattelberger ist der Sohn eines Verwaltungsbeamten und einer Hauswirtschaftslehrerin. Ab 1966 war er im einjährigen Schüleraustauschprogramm vom American Field Service in Springfield, Oregon. Geprägt wurde er dort durch Debattierwettbewerbe zu politischen Themen. Als Gymnasiast wurde er Mitglied der Unabhängigen Schülergemeinschaft Stuttgart, die sich als Teil der Außerparlamentarischen Opposition (APO) verstand. Unter anderem engagierte er sich gegen die Verhütungspolitik der römisch-katholischen Kirche, gegen die NPD und für maoistische Ideen. Nach dem Abitur am Eberhard-Ludwigs-Gymnasium Stuttgart leistete er seinen Zivildienst in Reutlingen ab. Kurzzeitig studierte er Soziologie, dann nahm er ein Lehramtsstudium an der Pädagogischen Hochschule Ludwigsburg auf. Er gehörte zu den Gründern der Revolutionären Jugend Deutschlands, Ortsgruppe Stuttgart, eines Vorläufers des Kommunistischen Arbeiterbunds Deutschlands (KABD), wurde allerdings 1971 ausgeschlossen, weil Sattelberger Kontakte zu Joschka Fischer unterhielt, der in dieser K-Gruppe als kleinbürgerlicher Autonomer galt. Nach dem Parteiausschluss begann er eine duale Ausbildung bei Daimler-Benz. Seinen Wechsel von der APO zu Daimler kommentierte er rückblickend: „Daimler widerlegte alle Vorstellungen, die ich als APO-Aktivist vom Kapitalismus gehabt hatte“.

## Berufliche Karriere
Sattelberger ist Diplom-Betriebswirt (Duale Hochschule). Ab 1975 war er in der Direktion Zentrale Bildung von Daimler-Benz in Stuttgart tätig. 1982 wechselte er zur Konzerntochter MTU, wo er unter anderem für die Führungskräfte-Entwicklung zuständig war, bis er 1988 zur Muttergesellschaft zurückkehrte; dort wurde er 1989 Leiter Education & Management Development der damaligen Daimler-Benz Aerospace AG (DASA). 1994 wechselte er als Leiter Konzern-Führungskräfte und Personalentwicklung zur Deutschen Lufthansa in Frankfurt am Main und gründete dort mit der Lufthansa School of Business die erste Corporate University in Deutschland. Mit seiner Berufung in den Vorstand des Passagiergeschäfts im Jahr 1999 nahm Sattelberger erstmals eine Linienverantwortung wahr. 2003 ging er als Personalvorstand und Arbeitsdirektor zu Continental nach Hannover und 2007 in gleicher Funktion zur Deutschen Telekom in Bonn; dort blieb er bis 2012.
Sattelberger hat sich als Verfechter des Diversity Managements profiliert und gilt als Initiator der 30-%-Frauenquote im Vorstand der Telekom. Er kritisierte 2012 geschlossene Systeme in Konzernen und in der Gesellschaft und die damit verbundene Chancenungleichheit und Talentausgrenzung. Er gilt (Stand 2012) als Kritiker der MBA-Ausbildung nach amerikanischem Vorbild.

### Mandate und Mitgliedschaften
Sattelberger war 2008 bis Ende 2021 ehrenamtlicher Vorstandsvorsitzender der BDA-/BDI-Initiative MINT Zukunft schaffen. Er war bis 2012 langjähriger Vizepräsident der European Foundation for Management Development (EFMD) und ist Fellow der International Academy of Management (IAOM). Von Mai 2012 bis April 2017 war er bei der Initiative Neue Qualität der Arbeit (INQA) Themenbotschafter für Personalführung und Sprecher der Themenbotschafter. Von August 2012 bis Frühjahr 2014 war er Vorstandsvorsitzender der ZU-Stiftung, der Trägerin der Zeppelin Universität in Friedrichshafen. Von September 2012 bis Ende 2015 war er Aufsichtsratsvorsitzender der deutschen Tochter des französischen Automobilzulieferers Faurecia Automotive. 2015 war er Hauptinitiator der Zukunftsallianz Arbeit & Gesellschaft ZAAG und wurde deren Vorsitzender. Seit 2011 ist er (Stand 2018) Vorsitzender des Beirats des Deutschlandstipendiums und Beiratsmitglied der Accenture-Stiftung und seit 2014 Beiratsmitglied der Heraeus Bildungsstiftung.

## Bundestagsabgeordneter

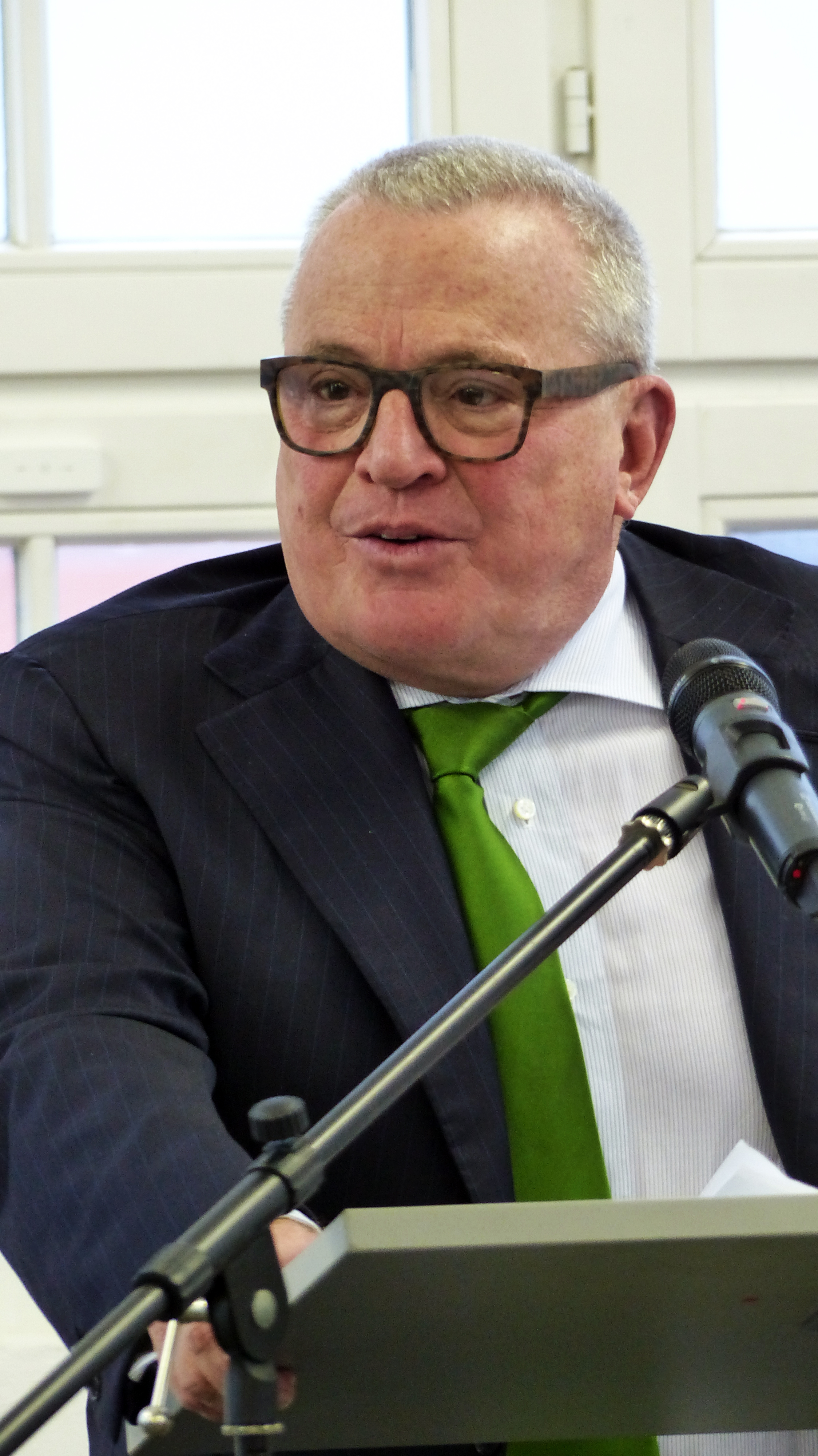
Thomas Sattelberger (2014)

Seit 2015 ist Sattelberger Mitglied der FDP. Am 1. September 2016 wurde er von seiner Partei als Direktkandidat zur Bundestagswahl 2017 im Wahlkreis München–Süd aufgestellt, erhielt dort 9,1 % der Stimmen und zog über den Landeslistenplatz fünf der FDP Bayern in den 19. Deutschen Bundestag ein. Seit seinem Eintritt spendet Thomas Sattelberger regelmäßig an die FDP. Die Spendenbeiträge beliefen sich in den Jahren 2017 bis 2019 jeweils auf 87.250 Euro, 15.650 Euro und 24.802 Euro. Bei der Bundestagswahl 2021 gelang ihm der Einzug in den 20. Deutschen Bundestag über Platz 5 der Landesliste. Am 1. August 2022 legte er sein Bundestagsmandat nieder. Für ihn rückte Nils Gründer nach.

### Ämter und Mitgliedschaften
Im 19. Deutschen Bundestag war er für seine Fraktion ordentliches Mitglied im Ausschuss für Bildung, Forschung und Technikfolgenabschätzung sowie Mitglied in der Enquete-Kommission Berufliche Bildung in der digitalen Arbeitswelt. Als stellvertretendes Mitglied war Sattelberger im Ausschuss für Arbeit und Soziales vertreten. Er war fachpolitischer Sprecher der Fraktion für Innovation, Bildung und Forschung. Er gehört zu den Gründern des Förderkreises der Bundesstiftung Magnus Hirschfeld. Seit 2020 ist Sattelberger Mitglied im Rotary Club München.

## Regierungsämter
Ab dem 8. Dezember 2021 war er Parlamentarischer Staatssekretär bei der Bundesministerin für Bildung und Forschung, Bettina Stark-Watzinger. Am 28. Januar 2022 wurde er zudem zum Beauftragten für Transfer und Ausgründungen aus der Wissenschaft ernannt. Am 20. Mai 2022 kündigte er „aus gesundheitlichen und privaten Gründen“ den Rücktritt von diesen Ämtern an; die Entlassung erfolgte schließlich am 3. Juni 2022. Am 1. August 2022 legte er auch sein Bundestagsmandat nieder. Im Amt des Parlamentarischen Staatssekretärs folgte ihm Mario Brandenburg nach.

## Publizistische Tätigkeit
Von der Fachzeitschrift Personalmagazin wurde er bis 2011 fünfmal in ihre Liste der „40 führenden Köpfe im Personalwesen“ aufgenommen und anschließend in die Hall of Fame. In dem Film Alphabet (2013) wurde er als Telekom-Personalvorstand von Erwin Wagenhofer interviewt. Im Juni 2016 erhielt Sattelberger die Ehrendoktorwürde (Dr. rer. pol. h. c.) der Fakultät für Wirtschaftswissenschaften, Wirtschaftsinformatik und Wirtschaftsrecht der Universität Siegen. Sattelberger war von 2007 bis 2014 Mitherausgeber des Gesellschaftsmagazins Revue – Magazine for the Next Society, hat mehrere Bücher geschrieben und ist seit 2013 Kolumnist beim Manager Magazin.

## Privates
Sattelberger lebt mit seinem Partner in München und am Starnberger See.

## Veröffentlichungen (Auswahl)
- Achtung, harte Hunde! Unbequeme Wahrheiten über Führung – ein Insider spricht Klartext. Campus, Frankfurt am Main 2017.
- Vielfalt statt Einfalt: Für Offenheit und Pluralismus streiten. Wallstein, Göttingen 2016.
- Das demokratische Unternehmen. Haufe Lexware, München 2015 (mit Isabell M. Welpe und Andreas Boes).
- Ich halte nicht die Klappe. Mein Leben als Überzeugungstäter in der Chefetage. Murmann, Hamburg 2015, ISBN 978-3-86774-420-1.